# Sergio Fubini
Sergio Fubini (Torino, 31 dicembre 1928 – Nyon, 6 gennaio 2005) è stato un fisico italiano.

## Biografia
Nasce nel 1928 a Torino in una famiglia ebraica, ma nel 1938 è costretto a rifugiarsi in Svizzera, a seguito dell'emanazione delle leggi razziali. Nel 1945 si diploma presso il liceo scientifico Galileo Ferrarris di Torino, e nel 1950 si laurea in fisica, con lode. In seguito è assistente a Torino, e dal 1954 al 1957 negli USA. Dal 1952 al 1967 lavora al CERN di Ginevra. Nel 1959 diventa professore di fisica nucleare all'università di Padova, e poi all'Università di Torino dal 1961.
Ha contribuito in modo essenziale alla nascita della Teoria delle stringhe, in collaborazione col suo allievo Gabriele Veneziano. Importanti anche i suoi contributi relativi alla Fisica nucleare, a seguito del suo impegno presso il CERN di Ginevra e il MIT di Boston.
Ha ricevuto il Premio Dannie Heineman per la fisica matematica  nel 1968, e un dottorato "honoris causa" dall'università di Heidelberg. In suo onore, dal 2007, è stato istituito dall'INFN, e su proposta del professor Giuseppe Marchesini, il Premio Nazionale Sergio Fubini, che viene assegnato alla migliore tesi di Dottorato (PhD) nel campo della fisica teorica.